# James Emile
James Fredrick Emile (* 21. Oktober 1991) ist ein seychellischer Fußballschiedsrichterassistent.
Seit 2017 steht Emile auf der Liste der FIFA-Schiedsrichter und ist an der Spielleitung internationaler Fußballspiele beteiligt, unter anderem in der CAF Champions League.
Beim Afrika-Cup 2022 in Kamerun leitete Emile drei Spiele. Zudem war er unter anderem Schiedsrichterassistent beim U-23-Afrika-Cup 2019 in Ägypten, in der afrikanischen WM-Qualifikation sowie bei diversen Qualifikations- und Freundschaftsspielen.